# Петрова Ольга Григорівна
Ольга Григорівна Петрова (21 листопада 1921 — 4 лютого 1974) — передовик радянського машинобудування, електрозварщиця верстатобудівного заводу імені Дзержинського Хмельницького раднаргоспу, Городоцький район, Герой Соціалістичної Праці (1960).

## Біографія
Народилася в 1921 рік у в селищі Любар Любарської волості Новоград-Волинського повіту, Волинської губернії. Працювати почала після завершення навчання в школі на заводі з виготовлення цегли і черепиці в селищі Любар.
У 1953 році переїхала в селище Городок Хмельницької області. Стала працювати електрозварщицею на верстатобудівному заводі імені Ф. Е. Дзержинського. Підприємство виробляло деревообробні й рейсмусові верстати.
«У відзначенні 50-річчя Міжнародного жіночого дня, за видатні досягнення у праці і особливо плідну громадську діяльність», указом Президії Верховної Ради СРСР від 7 березня 1960 р. Ользі Григорівні Петровій було присвоєно звання Героя Соціалістичної Праці з врученням ордена Леніна і медалі «Серп і Молот».
Продовжувала і далі працювати на цьому заводі.
Проживала в селищі Городок. Померла 4 лютого 1974 року. Похована на міському кладовищі.

## Нагороди
За трудові успіхи була удостоєна:
- золота зірка «Серп і Молот» (07.03.1960)
- Орден Леніна (07.03.1960)
- Інші медалі.